# 膝神経節

中耳・内耳の構造と運動神経・内耳神経
1．前庭神経
2．蝸牛神経
3．顔面神経
4．膝神経節（顔面神経外膝）
5．鼓索神経
6．蝸牛管
7．半規管
8．つち骨
9．鼓膜
10．耳管

膝神経節（しつしんけいせつ、geniculate ganglion）は頭頸部にある顔面神経の神経節。顔面神経管内にあり、顔面神経の神経線維（繊維）がL字型になっており（語源である 'genu' はラテン語で「膝」の意味）、また顔面神経のうち感覚神経の神経細胞体がここに存在する。顔面神経を構成する運動線維、感覚線維、副交感線維がここに集まり、この神経が支配する涙腺、顎下腺、舌下腺、舌、口蓋、外耳道、あぶみ骨筋、顎二腹筋後腹、茎突舌骨筋、顔面表情筋に神経線維を送る。
感覚線維および副交感線維は中枢から中間神経を通って膝神経節に達する一方、運動神経は狭義の顔面神経を経由している。副交感線維と感覚線維を含む大錐体神経は膝神経節の後面から分枝する。
膝神経節は他の頭頸部の神経節同様、左右両側の顔面神経に存在している。